# 三滾筒研磨機
三滾筒研磨機（英文：three roll mill 或稱triple roll mill）是一種透過使三個平行的滾筒彼此以相反的方向及不同速度旋轉產生剪力的機器，藉以達到混和、提煉、分散，或使物體的黏度均勻化的目的。
三滾筒研磨機已被證實是那些在19世紀中受到廣泛開發的滾筒研磨機中最成功的案例。這些滾筒研磨機包刮單滾筒以及五滾筒等系列。單滾筒研磨機透過使物物體通過滾筒以及一根固定的桿子中間來磨碎物體。五滾筒研磨機則是將五個依次縮小的滾筒併在一起，比起三滾筒研磨機，可以用來研磨更龐大的物體，然而相應的是較複雜的機械結構及較高的造價。